# Окиепо Супериоре
Окиѐпо Суперио̀ре (на италиански: Occhieppo Superiore; на пиемонтски: Ij Cep 'd Dzora, Ий Чеп ъд Дзора) е малко градче и община в Северна Италия, провинция Биела, регион Пиемонт. Разположено е на 465 m надморска височина. Населението на общината е 2844 души (към 2010 г.).